# قرن الدرج (المفلحي)

تعديل مصدري - تعديل

قرن الدرج هي إحدى قرى عزلة المفلحي بمديرية المفلحي التابعة لمحافظة لحج، بلغ تعداد سكانها 45 نسمة حسب تعداد اليمن لعام 2004.